# One Day Remains
One Day Remains är musikgruppen Alter Bridges debutalbum som gavs ut 10 augusti 2004.

## Låtlista
1. Find The Real
2. One Day Remains
3. Open Your Eyes
4. Burn It Down
5. Metalingus
6. Broken Wings
7. In Loving Memory
8. Down To My Last
9. Watch Your Words
10. Shed My Skin
11. The End Is Here

## Singelskivor från albumet
1. Open Your Eyes (2004)
2. Find The Real (2004)
3. Broken Wings (2005)
4. Shed My Skin (2004)